# Julefrokost

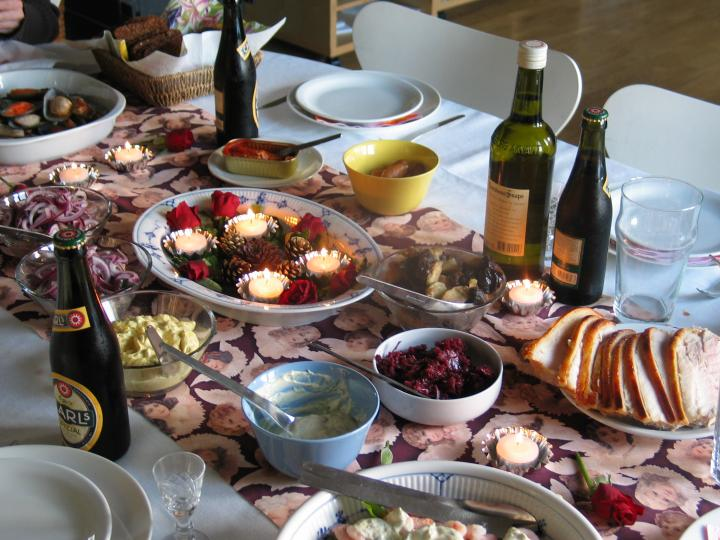
Julefrokost

Das Julefrokost (von dänisch jul „Weihnachten“ und frokost „Mittagessen“) ist neben dem Luciafest ein fester Bestandteil der dänischen Advents- und Weihnachtszeit. Es findet im familiären Rahmen am 1. und/oder 2. Weihnachtstag um die Mittagszeit statt, hierzu wird meist die nähere Verwandtschaft eingeladen.
Weihnachtsfeiern von Betrieben und Vereinen werden ebenfalls als Julefrokost bezeichnet. In beiden Fällen kann Julefrokost den ganzen Tag über stattfinden, jedoch fängt man in der Familie meist zwischen 12 und 14 Uhr an.
Hauptbestandteil des Julefrokosts ist ein großes Buffet aus kalten wie warmen Speisen. Eine große Rolle spielen oft regionaltypische Gerichte. Begonnen wird mit Fischgerichten, vor allem verschiedenen Heringszubereitungen, zu denen Aquavit serviert wird. Es folgen Fleischgerichte, zu denen Bier getrunken wird, entweder das hochprozentigere Weihnachtsbräu (julebryg) oder Weihnachtsbier (juleøl oder Nisseøl), ein dunkles, süßes Leichtbier. Den traditionellen Abschluss bildet Mandelmilchreis (ris à l’amande). Er besteht aus kaltem Vanillemilchreis, untergehobener Schlagsahne und gehackten Mandeln, dazu Kirschsoße. Begleitet wird das Dessert von Portwein.